# Conrad Lötsch

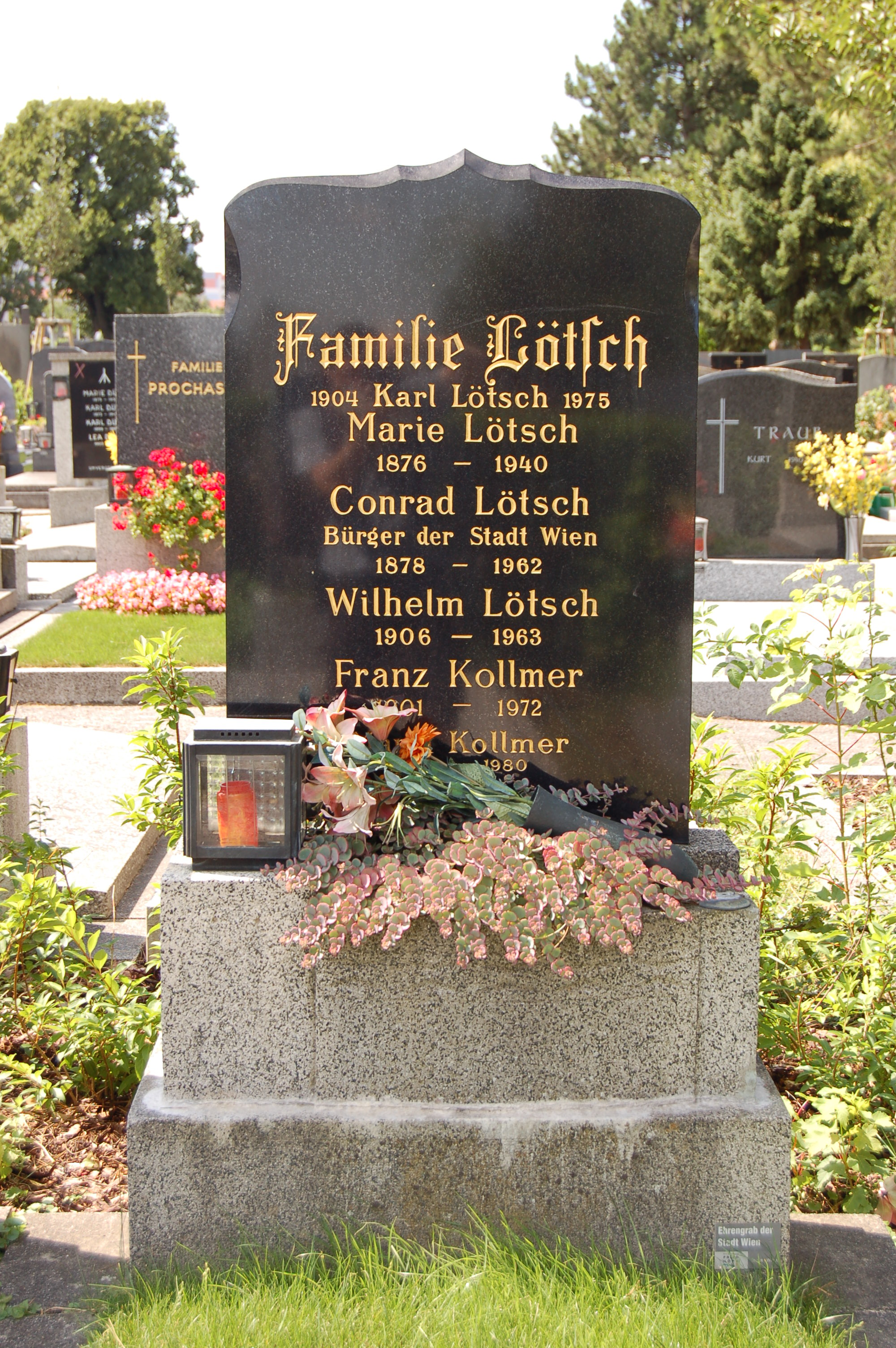
Conrad Lötschs Grab im Juli 2009

Conrad Lötsch (* 19. Februar 1878 in Aigen im Mühlkreis, Oberösterreich; † 19. Juli 1962 in Wien) war ein österreichischer Politiker.

## Leben
Conrad Lötsch wuchs in einer Arbeiterfamilie heran; sein Vater war Schneider von Beruf, seine Mutter war die Tochter einer Kleinbauernfamilie aus dem Böhmerwald. Als er sieben Jahre alt war, zog die Familie im Jahr 1885 nach Linz, wo Lötsch den Rest seiner Kindheit und Jugendjahre verlebte. Der frühe Tod seines Vaters im Jahr 1889, Lötsch war elf Jahre alt, war ausschlaggebend, dass er die Schule verlassen musste und den Beruf des Schlossers erlernte. Als junger Geselle ging er auf die damals übliche Wanderschaft, die ihn im Jahr 1899 nach Wien führte. Hier fand er Arbeit in der Werkstätte der Wiener Nordbahn.
Lötsch’ Engagement in der Sozialdemokratischen Arbeiterpartei (SDAP) begann bereits früh, so dass er im Jahr 1919 zum Vorsitzenden des Floridsdorfers Arbeiter- und Soldatenrates gewählt wurde. Auch engagierte er sich in der Gewerkschaft. Im selben Jahr wurde er als Abgeordneter der SDAP in den Wiener Landtag und Gemeinderat gewählt, dem er bis zur Auflösung, im Jahr 1934, angehörte.
Wegen seines Eintretens für die nach den Februarkämpfen verbotene SDAP verbrachte er einige Wochen in Polizeihaft. Nach dem Attentat vom 20. Juli 1944 auf Adolf Hitler wurden auch in Wien viele regimekritische Persönlichkeiten verhaftet, unter ihnen auch Conrad Lötsch, den man am 25. August 1944 festnahm. Dennoch wurde er bereits nach wenigen Wochen in Gestapo-Haft entlassen.
Im April 1945 wurde Lötsch zum stellvertretenden Bezirksvorsteher von Floridsdorf gewählt, ein Amt, das er jedoch nur drei Monate, bis Juli 1945 bekleidete. Im selben Monat zog er erneut als Abgeordneter, dieses Mal jedoch der Sozialdemokratischen Partei Österreichs (SPÖ), in den Wiener Gemeinderat ein. Gleichzeitig wurde er zum Klubobmann (Fraktionsvorsitzenden) gewählt. Zuletzt folgte im Jahr 1951 seine Wahl zum Dritten Landtagspräsidenten. Lötsch schied 1954, als Abgeordneter aus dem Landtag aus.
Er durfte noch erleben, wie 1962 in der Brünner Straße ein Wohnhauskomplex ihm zu Ehren in Conrad-Lötsch-Hof benannt wurde.
Conrad Lötsch starb kurz darauf, im Juli 1962, im Alter von 84 Jahren.
Er ruht in einem ehrenhalber gewidmeten Grab auf dem Groß-Jedlersdorfer Friedhof (Gruppe 15, Reihe 11, Nummer 6).

## Zur Schreibweise
Sein Vorname wird je nach Quellenlage Conrad aber auch Konrad geschrieben. Da sowohl sein Grabstein die Variante mit C angibt, aber auch der nach ihm benannte Hof im 21. Wiener Gemeindebezirk Floridsdorf Conrad-Lötsch-Hof heißt, ist der Name Conrad vorzuziehen.

## Ehrungen (Auswahl)
- 1957: Großes Goldenes Ehrenzeichen für Verdienste um die Republik Österreich